# 藍紙條

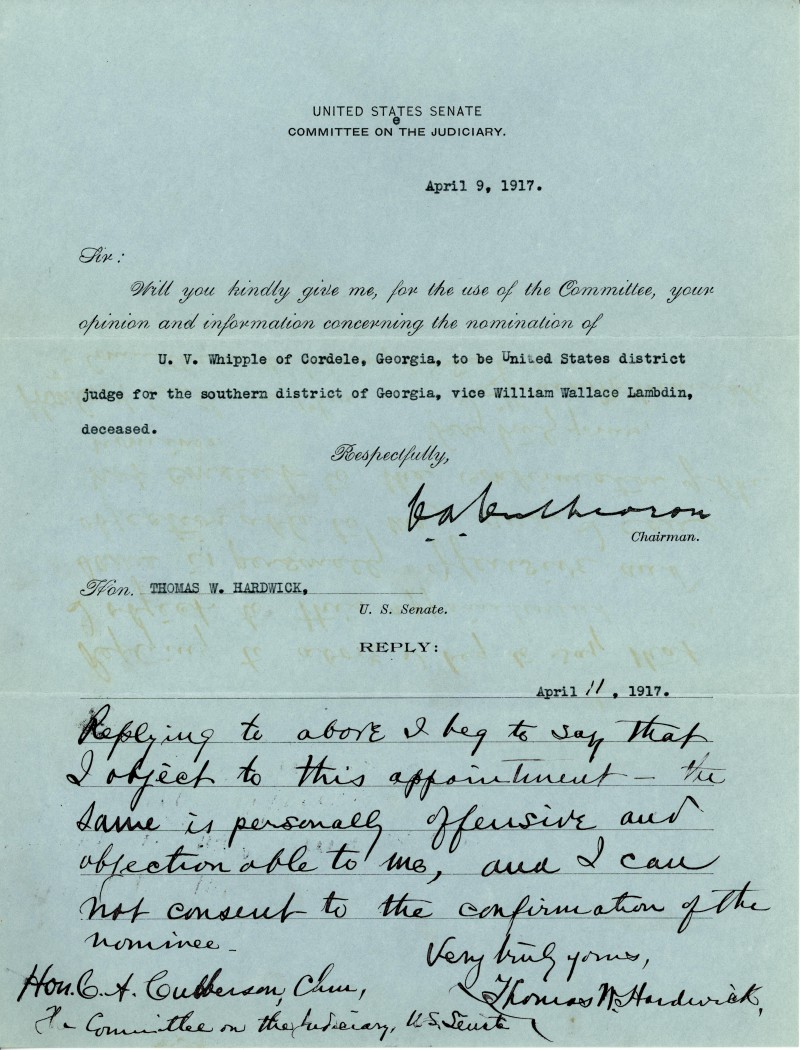
1917年，佐治亚州南区地区法官候选人U·V·惠普尔的一份参议院蓝纸条，由佐治亚州参议员托马斯·哈德威克签署，他写道：“我反对这项任命，惠普尔对我个人来说是冒犯和反感的，我不能同意其被确认为提名人。”

藍紙條（英語：Blue slip）指的是美国国会中两种截然不同的立法程序。
在众议院，根据众议院对起源条款的解释，参议院提交给它的税收和支出法案的否决单，并非起源于众议院。
在参议院，指参议员否决总统对联邦法官或检察官的提名发表意见的一种方式。